# Банановая бойня

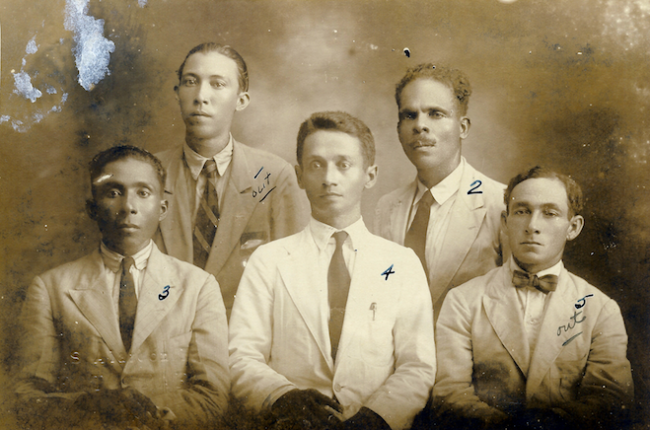
Лидеры забастовки рабочих, подавленной в ходе «Банановой бойни». Слева направо: Педро М. дель Рио, Бернардино Герреро, Рауль Эдуардо Махеча, Никанор Серрано и Эрасмо Коронель. Двое из них (Герреро и Коронель) были убиты армией.

Банановая бойня (исп. Matanza de las bananeras или Masacre de las bananeras) — массовое убийство рабочих United Fruit Company, происшедшее между 5 и 6 декабря 1928 года в колумбийском городе Сьенага. 12 ноября началась забастовка, в ходе которой протестующие прекратили работать, требуя от компании предоставить им надлежащие условия труда. Спустя несколько недель, когда стороны не пришли к согласию, работа не возобновилась, а компания понесла серьёзные убытки, консервативное правительство Мигеля Абадии Мендеса послало против рабочих армию, что привело к массовым убийствам.
После отправки официальными лицами США в Колумбии и представителями United Fruit писем, описывающих забастовку рабочих как «коммунистическую» и  с «подрывными наклонностями», к Френку Келлогу (государственному секретарю США) Правительство Соединённых Штатов отправило угрозу ввести части Корпуса морской пехоты, если колумбийские власти не предпримут меры для защиты интересов United Fruit. Правительство Колумбии было вынуждено работать в интересах компании, поскольку в противном случае прекратились бы поставки колумбийских бананов на важные рынки, вроде США и Европы.
Габриэль Гарсиа Маркес изобразил художественную версию бойни в романе «Сто лет одиночества». И хоть Гарсиа Маркес отсылает к трём тысячам погибших, точное число жертв неизвестно.

## Забастовка

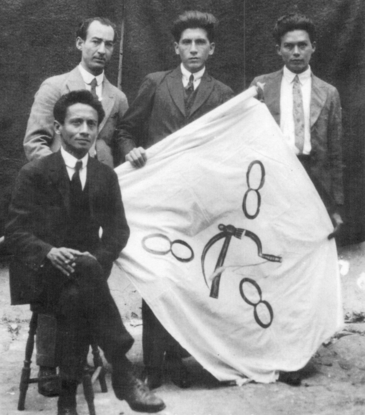
Деятели Революционной социалистической партии, включая одного из руководителей забастовки Рауля Эдуардо Махечу, с флагом «трёх восьмёрок»: 8 часов работы, 8 часов учебы и 8 часов отдыха. 1927 год

12 ноября 1928 года работники банановых плантаций в Колумбии вышли на забастовку. Они выдвинули девять требований к United Fruit Company:
1. Прекратить практику найма рабочих через подрядчиков.
2. Обязательное коллективное страхование.
3. Компенсацию за все несчастные случаи на производстве.
4. Чистые общежития и шестидневная рабочая неделя.
5. Повышение дневной оплаты труда для рабочих, получавших менее ста песо в месяц.
6. Еженедельная заработная плата.
7. Отмена офисных магазинов.
8. Отмена оплаты труда купонами вместо денег.
9. Улучшение качества предоставляемых медицинских услуг.

Забастовка переросла в крупнейшее рабочее движение в стране в сравнении со всеми прежними. Также в забастовке принимали участие члены Либеральной, Социалистической и Коммунистической партий.
Рабочие требовали, чтобы их признали сотрудниками компании, а также выполнение колумбийских законов о труде 1920-х.

## Массовые убийства
Из Боготы были направлены части регулярной армии, дабы усмирить рабочих. Были ли они направлены при содействии United Fruit, неясно.
Триста солдат выступили из Антьокии в Магдалену. Солдаты из Магдалены не были задействованы, поскольку генерал Кортес Варгас, назначенный начальником над банановыми плантациями, опасался, что они могут быть связаны с протестующими.
Войска установили пулемёты на крышах невысоких зданий на углах главной площади, перекрыли подъездные улицы и после пятиминутного предупреждения открыли огонь по плотной толпе рабочих и их семей, включая детей, собравшихся после воскресной мессы, чтобы дождаться ожидаемого обращения от губернатора.

## Число погибших
Генерал Кортес Варгас взял на себя ответственность за 47 жертв. Точное же число жертв не установлено. Эррера Сото, соавтор всестороннего и подробного исследования забастовки, собрал различные оценки современников и историков, расходившиеся от 47 до 2000 человек. Свидетели случившегося, а также некоторые письменные документы приводят цифры в 800–3000 убитых, добавляя, что тела убитых были сброшены в море. Иные источники сообщают, что тела были захоронены в братских могилах.
Среди выживших был Луис Висенте Гамес, личность, известная в тех местах, который спасся только благодаря тому, что три дня прятался под мостом. Каждый год после расправы он устраивал по радио поминальную службу.
Иной версии придерживался чиновник Хосе Грегорио Герреро, утверждавший, что число погибших составило девять человек: восемь гражданских и один солдат. Он заявлял, что Хорхе Эльесер Гайтан завысил количество смертей.
Габриэль Гарсиа Маркес устами своего героя Хосе Аркадио Буэндия сообщает о «тысячах трёх, не меньше»:
Закон о чрезвычайном положении отводил армии роль посредника в споре, но никакой попытки примирить стороны сделано не было. После того как солдаты покрасовались в Макондо, они отставили винтовки в сторону и принялись срезать и грузить бананы, отправлять поезда. Рабочие, готовые было выжидать, отступили в горы со своими мачете и повели борьбу око за око, зуб за зуб. Они поджигали усадьбы и конторы, разрушали железнодорожное полотно, чтобы мешать движению составов, которые стали пролагать себе путь пулеметными очередями, срезали телефонные и телеграфные провода. Оросительные каналы окрасились кровью… Конфликт грозил перерасти в кровавую гражданскую войну, скорее — бойню, когда власти обратились к рабочим с призывом всем вернуться в Макондо. Из призыва люди поняли, что глава гражданской и военной власти провинции прибудет сюда в следующую пятницу и уладит конфликт…
Около полудня, в ожидании никак не приходящего поезда, более трех тысяч человек, среди которых были рабочие, женщины и дети, стали, потоптавшись на тесной привокзальной площади, протискиваться в прилегающие улочки, перекрытые рядами пулеметов. И казалось, что это не официальное сборище, а нечто вроде праздничного гулянья. С Турецкой улицы притащили столы с фритангой и ящики со спиртным, и народ чуть ли не с удовольствием терпел и нудное ожидание, и палящее солнце. Около трех часов прошел слух, что поезд с властями прибудет не раньше завтрашнего дня.
Уставшая толпа испустила вздох разочарования. Тогда один армейский лейтенант поднялся на крышу вокзальчика, откуда на толпу были нацелены четыре пулемета, и призвал всех к тишине. Рядом с Хосе Аркадио Вторым стояла босая толстенная женщина с двумя детьми – четырех и семи лет. Она взяла на руки младшего сына и попросила Хосе Аркадио Второго, совсем ей незнакомого, приподнять старшего, чтобы и он слышал, о чем пойдет речь. Хосе Аркадио Второй водрузил мальчика себе на закорки. Много лет спустя этот самый мальчик станет рассказывать, хотя никто не будет ему верить, что сам видел и слышал, как лейтенант в граммофонную трубу читает Декрет Номер Четыре гражданского и военного главы провинции. Декрет был подписан генералом Карлосом Кортесом Варгасом и его секретарём, майором Энрике Гарсия Исасой, и в трех пунктах из восьмидесяти слов объявлял забастовщиков «бандой преступников» и давал военным право расстреливать их в упор.